# Triacanthus biaculeatus
Triacanthus biaculeatus är en fiskart som först beskrevs av Bloch 1786.  Triacanthus biaculeatus ingår i släktet Triacanthus och familjen Triacanthidae. Inga underarter finns listade i Catalogue of Life.